# 茅ヶ崎市美術館
茅ヶ崎市美術館（ちがさきしびじゅつかん）は、神奈川県茅ヶ崎市東海岸北にある美術館である。

## 概要
郷土ゆかりの美術家の作品を収集・展示、市民の創作・発表活動の支援を目的として1998年（平成10年）4月24日に開館。
洋画家の萬鐵五郎や小山敬三をはじめ、入江観、スペインに魅せられた水彩画家・三橋兄弟治、浮世絵師の土屋光逸、また現在茅ヶ崎を拠点に活動している新進作家など、茅ヶ崎ゆかりの作家や作品を中心に約2,000点を収蔵している。

## 利用案内

### 開館時間及び休館日
- 開館時間：10時 - 17時
- 休館日：月曜日（祝日の場合は開館し、翌平日が休館）、年末年始（12月29日～1月3日）、臨時休館日[4]